# Talang Arah (Malin Deman)
Talang Arah is een bestuurslaag in het regentschap Muko-Muko van de provincie Bengkulu, Indonesië. Talang Arah telt 748 inwoners (volkstelling 2010).